# Budova srbsko-americké banky
Budova srbsko-americké banky (srbsky v cyrilici Зграда српско-американске банке, v latince Zgrada srpsko-amerikanske banke) se nachází v hlavním městě Srbska Bělehradu, na třídě Kralja Milana, v blízkosti třídy Terazije a Starého paláce. Jedná se o kulturní památku.

## Historie
Rohová budova banky byla vybudována v letech 1928 až 1931 podle návrhu českého architekta Jaroslava Prchala. Stavební práce realizovala česká společnost Matěje Blechy, která působila dlouhodobě v Bělehradě. Čtyřpatrový palác s mansardou orientovanou do ulice Kralja Milana byl ovlivněn tehdy populárním akademismem a nikoliv prvky funkcionalismu a moderní architektury, která se v jugoslávském prostředí teprve prosazovala. Nápadné jsou především sloupy odkazující na antiku, římsy a další zdobné prvky.